# Kristina Frye
1. REDIRECTION Personnages_de_Mentalist#Kristina_Frye